# 서울은평소방서
서울은평소방서(서울恩平消防署, Seoul Eunpyeong Fire Station)는 서울특별시 은평구를 관할하는 서울특별시 소방재난본부 산하의 소방서이다.
소방서장은 소방정으로 보한다.

## 연혁
- 1975년: 서울서부소방서로 개서
- 2006년: 서울은평소방서로 변경

## 조직
| - 소방행정과 - 소방행정팀 - 장비회계팀 - 홍보교육팀 | - 재난관리과 - 대응총괄팀 - 구조팀 - 구급팀 | - 예방과 - 예방팀 - 검사지도팀 - 위험물안전팀 | - 현장대응단 - 지휘팀 - 진압대 - 구조대 |

## 관할센터 및 관할구역
서울은평소방서는 3개의 119안전센터와 1개의 현장대응단을 산하에 두고 있다.
| 명칭                      | 사진 | 주소       | 관할구역                                                | 지역대 |
| ------------------------- | ---- | ---------- | ------------------------------------------------------- | ------ |
| 서울은평소방서 현장대응단 |      | 통일로 962 | 불광동, 녹번동, 갈현 1동, 대조동 단, 구조는 은평구 일원 |        |
| 녹번119안전센터           |      | 은평로 245 | 녹번동, 응암동                                          |        |
| 역촌119안전센터           |      | 갈현로 80  | 역촌동, 구산동, 갈현 2동                                |        |
| 수색119안전센터           |      | 수색로 294 | 신사동, 수색동, 증산동                                  |        |

## 사건사고

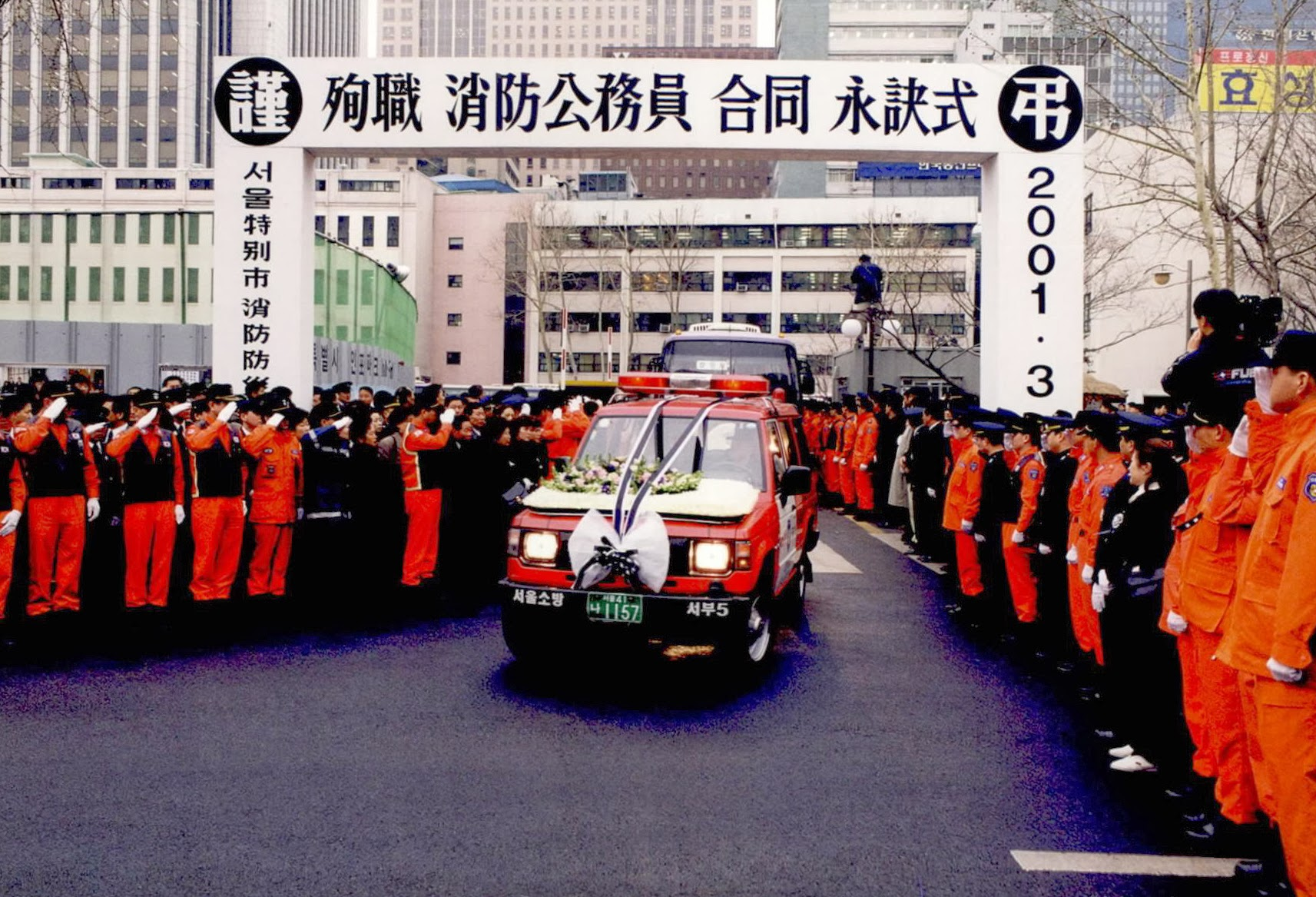
홍제동 화재 사고 순직 소방공무원 영결식

- 홍제동 화재 사고: 당시에는 서울서부소방서였으나, 현재는 서울서대문소방서 관할이다.

## 관련 TV 프로그램
- KBS 《인간극장》 (2001, 2017년)
- EBS 《사선에서》 (2015년)

## 같이 보기
- 대한민국 소방청
- 대한민국의 소방
- 대한민국 소방공무원